# 斯塔鎮區 (北達科他州鮑曼縣)
斯塔鎮區（英語：Star Township）是位於美國北達科他州鮑曼縣的一個鎮區。

## 地方資料
斯塔鎮區的面積為79.28平方千米，當中陸地面積為79.00平方千米，而水域面積為0.28平方千米。根據2010年美國人口普查的數據，當地共有人口50人，而人口密度為每平方千米0.63人。